# Nouveau Dictionnaire de la langue française
Le Nouveau dictionnaire de la langue française est un dictionnaire conçu et écrit par Pierre Larousse et publié en 1856. Considéré comme l'ancêtre du Petit Larousse, il s'est vendu à plusieurs millions d'exemplaires.

## Structure
En 1852, Pierre Larousse et Pierre-Augustin Boyer s'installent comme libraires, éditeurs et imprimeurs au 2 rue Pierre-Sarrazin à Paris. C'est ainsi la Maison Larousse & Boyer qui édite en 1856 le Nouveau dictionnaire de la langue française, signé par P. Larousse, « auteur de la Lexicologie des écoles, cours complet de langue française et de style ». L'ouvrage, au format in-dix-huit, comporte 714 pages, et est constitué d'une préface de douze pages et de quatre parties. La partie dictionnaire proprement dite comporte 623 pages définissant environ 20 000 mots. Dix pages constituent ensuite un Dictionnaire de la prononciation figurée, concernant « tous les mots difficiles », suivies de 66 pages de Notes étymologiques, scientifiques, historiques et littéraires « sur les mots les plus importants de la langue ». La dernière partie, un Dictionnaire des locutions latines de 14 pages, deviendra les pages roses du Petit Larousse.
Larousse ajoute les noms propres à son Dictionnaire en 1860. Ses successeurs introduiront des illustrations en 1878. 
De 1856 à 1905, le Dictionnaire est vendu à près de cinq millions d'exemplaires.

## Un dictionnaire «innovant», selon Pruvost
Le lexicologue Jean Pruvost juge le Dictionnaire « innovant », et souligne le « caractère militant et révolutionnaire de l'ouvrage », qui se manifeste à travers une longue préface qui touchera de nombreux lecteurs. Il estime significative d'un mouvement didactique la volonté de Larousse d'adjoindre aux définitions des exemples, pour mettre en situation les mots, comme le souligne l'épigraphe : « Un dictionnaire sans exemples est un squelette ». Alors que la linguistique historique est dominante, il note la volonté de Larousse de « photographier » la langue, le citant à ce propos : « Un dictionnaire ne doit pas ainsi, en dépit des variations et des progrès d'une langue, faire violence à toutes les idées reçues en imposant des acceptions vieillies depuis longtemps. » Pruvost note également la polyvalence du Dictionnaire, qui contient en fait quatre dictionnaires en un, soulignant que Larousse prend « toujours bien soin de séparer l’information linguistique de l’information encyclopédique. » Il conclut en estimant que le Dictionnaire contient « en germes nombre d’éléments déterminants pour une réflexion plus avancée sur le dictionnaire d'apprentissage du français langue maternelle. » Il note enfin que « contrairement à la tradition qui fait dériver dans une collection un petit dictionnaire en partant du grand, le petit dictionnaire en un volume précédait ici le grand à venir, en 17 volumes (1864-1890) ».